# 조세핀 캠벨
조지핀 이턴 필 캠벨(Josephine Eaton Peel Campbell, 1853년 4월 1일 ~ 1920년 11월 12일)은 미국의 감리교 지도자이자 교육자, 간호사이며, 청나라와 조선에 파견된 개신교 남감리교회 여성 선교사의 한사람이다. 1897년 10월 조선에 도착하여 개신교 선교활동을 하였으며 가난한 여자 어린이를 데려다가 글을 가르치다가 나중에 학교를 세운다. 배화학당(배화여자고등학교, 배화여자대학의 전신)의 창설자이며, 종교교회, 자교교회의 모태가 된 루이스 워커 예배당의 설립자였다.
1886년부터 1897년까지 청나라의 상해와 소주에서 선교활동을 하였고, 1897년부터 1918년까지 대한제국과 일제강점기 조선의 한성부에서 선교사업을 추진했다.
1897년 10월 9일 인천 제물포항을 거쳐 한성부에 도착, 한성부 인달방 고간동(종로구 내자동) 근처에서 선교 활동을 시작하였으며, 경성부 종로방(서울 종로구와 중구) 지역에서 선교활동을 하였다. 선교 활동 외에도 병자들의 간호와 진료 활동을 병행하며 감리교회 선교활동을 확장시켰고, 윤치호, 이상재 등 조선인 개신교 지도자들의 지원을 받았다. 1898년 10월 캐롤라이나 학당을 설립하고, 1901년 '루이스 워커 기념 예배당'(Lousie Walker Memorial Chapel)을 헌당하였다. 한국식 이름은 강모인(姜慕仁)이다.

## 생애

### 생애 초기
조지핀 필 캠벨 1853년 4월 1일 미국 텍사스에서 출생했다. 1874년 텍사스의 작은 개척교회 목사였던 조지프 캠벨(Joseph Campbell)와 결혼하여 1남 1녀의 자녀를 두었다. 그러나 1880년 남편 캠벨 목사가 갑자기 죽어 사별하고, 자녀들도 수년 내 모두 잃었다. 그 뒤 주변에서 재혼하라는 권유와 유혹이 들어왔지만 신앙심으로 이를 모두 극복하였다. 갑자기 불행을 연이어 겪었지만 좌절하지 않고 그는 인생의 새로운 전기를 맞게 되었다. 그는 신앙에 정진하기로 했으나 신앙의 힘으로 자신의 고통과 절망을 극복하면서 다시 뜻을 승화시켜 "일생(一生)을 다른 사람을 위하여 공헌(貢獻)하기로 결심하고" 시카고의 간호원 양성소에 입학하여 간호 교육을 받았다. 또한 신학 공부도 게을리하지 않고 해외 선교사로서 복음을 전하기로 작정했다. 1886년 간호원 양성소를 수료, 그해 미국 남감리교회 해외 선교사를 파견할 때 자원하여 해외선교사로 갔다. 첫 파견지는 청나라였다.

### 선교 활동
그는 중국 청나라의 강소성 상해에 파견되어 선교 활동을 시작, 상해와 소주(蘇州) 등지에서 간호원으로 활동하면서 간호와 선교를 병행, 10여 년 간 봉직하며 교회 설립과 선교 활동에 나섰다.
그 뒤 캠벨의 능력과 헌신성을 높이 산 미국 기독교 남감리회는 그녀를 미국으로 불러들이려 하였으나 그는 해외 선교일을 자청하였다. 이어 미국 남감리회 해외 여자선교부(Woman's Board of Foreign Mission of the Methodist Episcopal Church South)에서 조선에 파송하는 감리교 최초의 여자 선교사로 1897년 9월 배편으로 출항, 그해 10월 9일 인천 제물포항을 거쳐 한성부에 도착했다. 감리교 선교사 중 여성 선교사로는 최초로 파견된 것이었다. 한국으로 오면서 강소 성 선교 시절 양녀(養女)로 입양한 중국인 양녀 여도라(Dora Yui, 余小姐)를 데리고 왔다. 캠밸은 선교 사업과 동시에 간호, 약간의 치료, 진료를 하였는데, 양녀 여도라는 역시 간호사로, 교사로, 전도자 등으로 활동하면서 캠벨의 선교사업을 도왔다.
조선에 도착한 캠벨 선교사는 윤치호의 마중을 받았으며 남대문 근처의 남송현(南松峴) 감리교선교부에 정착했다. 한성부 남송현에는 리드(한국명 이덕(李德)) 선교사 부부가 이미 훌륭하게 선교사업을 진행하고 있었으며, 감리회의 상동병원과 북장로회의 제중원이 있었기 때문에 새로운 지역을 개척하고자 했다. 이어 윤치호 등의 도움을 얻어 1898년 8월 1일 한성부 인달방 고간동(漢城府 仁達坊 古磵洞)의 '고가나무골'(지금의 내자동) 마을 이항복의 집터로 선교지를 옮겨 선교활동을 시작했다. 고가나무골은 주로 내관들이 살던 곳으로, 내관들은 궁 에서 일을 하는 엘리트들이지만, 내관의 존재를 부정하게 보던 조선인들의 눈치를 보던, 개신교 선교사들도 가기 꺼려하는 곳이었다. 그러나 캠밸은 이곳에서 선교 활동과 동시에 진료, 간호 활동을 시작하였다. 어느날 때묻고 더럽고 무지한 어느 소녀를 보고 놀란 그는 여성 학교의 필요성을 절감하고, 그해 9월 초부터 그는 본격적으로 여성 기숙학교(Boarding School)를 육성했다.

### 교육 활동
1898년 10월 2일 남감리회의 대표적 여학교인 캐롤라이나 학당(훗날의 배화학당)을 창설했다. 그가 처음 교명을 캐롤라이나 학당으로 지은 것은 미국 사우스캐롤라이나주 지역의 각 교회에서 들어온 어린이 헌금과 목사들이 십시일반으로 나눠서 보내온 교회 헌금들이 일부 쓰여졌기 때문에 이를 기념하기 위해 '캐롤라이나 학당'(Carolina Institute)이라 했던 것이다. 당시 교사(敎師)는 양녀 여도라 외에 2명이었고, 과목(科目)은 한글과 한문이었다. 학생은 6명으로 첫 학생은 선교사 사택 수위로 고용했던 박씨의 딸이고, 다른 학생은 캠벨이 순회 전도하며 데려온 가난한 집 여자 아이들이다. 그러나 초기 수업 때 캠벨은 영어로 밖에 말할 수 없어 손짓, 발짓, 무언극으로 표현했다. 이 같은 교육은 춤을 추듯한다하여 “발레 수업”이라 했다. 그러나 학교 양성을 위해 그는 윤치호에게 한글을 배웠는데, 스스로도 밤세워가며 한글을 익히는 수고를 보였고, 1개월 만에 유창한 한글을 구사, 일반 조선인들과 통역 없이 대화가 가능하였다.
그는 교육을 받지 못한 조선의 여성들에게 교육의 필요성을 절감했으나 대부분 냉소적이었고, 어린 소녀들을 데려다가 글을 가르치기 시작했다. 이 후 학생들 수가 늘어 1903년 12월 배화학당이 되었으며 교육과정은 산술, 독본, 생리학, 지리, 역사 등으로 확대되었다. 학교의 교명은 윤치호가 지어주었는데 배화(培花)란 “꽃을 기른다”는 뜻이며, 배화학당(培花學堂)이란 “여성을 아름답게 기르고, 꽃 피워 내는 배움의 터전”을 의미했다. 그 후 배화학당은 1909년 배화여학교로 인가를 얻어 졸업생을 정기적으로 배출했다. 캠벨 선교사는 1898년부터 1912년까지 초대 교장으로 봉직했다.

### 예배당 헌당
1900년 4월 15일 그는 부활주일에 예배에 반드시 참석하였다. 그리고 1901년 미국에서 루이스 워커(Lousie Walker) 등이 선교 후원으로 보내준 돈으로 배화학당 내에 예배당을 건축·헌당하고, 이를 '루이스 워커 기념 예배당'(Lousie Walker Memorial Chapel)이라 했다. 이곳에서 시작된 예배 모임은 훗날 종교교회와 자교교회의 모체가 되었다. 후일 종교교회가 설립되자 윤치호는 이 교회에 열심히 다니며 장로이자 교회 살림에 헌신하였다.
캠벨 선교사는 여성 교육 사업과 병행하여 전도부인의 필요성과 중요성을 인식하고 전도부인 양성사업도 주력했다. 이 모든 비용은 그녀의 개인 재산, 후원금, 그녀의 활동을 본 캐롤라이나, 텍사스 지역 목사들의 헌금 송금과 진료 물품, 의료기구 지원 등도 추가되었다. 또한 조선인으로는 윤치호와 이상재가 기탁금을 기부, 그녀의 활동을 도와주었고 경비원과 통역사와 식모, 차량 등을 마련해주었다. 그녀의 전도 활동, 치료와 진료를 병행한 선교활동으로 신자들의 수는 늘었고, 처음에는 배화학당 학부모들 중심이었으나 학부모 외에도 학생들의 가족, 친척, 이웃, 동리 사람들 등 신자 수가 급격히 증가했다. 목회자는 따로 없는 작은 예배당이었고 그녀가 직접 예배당을 관리하였다.
그 뒤 루이스 워커 예배당의 규모가 확장되면서 정춘추 전도사와 홍다비다 전도부인 중심의 신앙 공동체는 외부로 독립하여 종교교회(宗橋敎會)가 되었다. 종교교회가 설립되자 윤치호는 매일 출석하며 평신도의 신분으로 이 교회를 적극 지원하였다. 그리고 윤상은 전도사와 루이스 워커 기념예배당 잔류 교인들이 중심이 되어 자교교회(紫橋敎會)로 발전했다고 한다.

### 출국과 재입국, 최후
1918년 안식년으로 미국에 돌아갔다가 1919년 되돌아오려고 비용 마련을 위해 노동에 종사하였고, 일제강점기 조선으로 돌아오려 준비하던 중 과로로 신병을 얻어 병원에 입원하였다. 그의 친지들은 병이 회복된 뒤에 여행하라고 권유했으나 사업을 중단할 수 없다며 병이 낫지 않았는데도 퇴원, 1919년 8월 무리하게 한국으로 돌아와 병세는 더욱 악화되었다. 그러나 당시 조선에는 변변한 병원하나 존재하지 않았고, 1920년 11월 12일 경성부 종로정 고간동(종로구 고간동, 현 내자동)에서 별세했다. 향년 67세였다.
장례식은 1920년 11월 15일 배화학당장으로 거행되었고, 윤치호, 이상재, 김성수, 송진우 등 조선인 지도자들이 그의 장례식에 참여하여 배웅하였다. 경성부 양화진 제1묘역 나-7호에 안장되었으며 비문에는 그가 생전에 남긴 말 중 한마디인 '내가 조선에서 헌신하였으니 죽어도 조선에서 죽는 것이 마땅하다'가 기록되었다.

## 사상
그의 생애와 신앙의 특징은 그리스도를 통한 구원의 확신을 체험한 복음주의 신앙에 기초하였다. 자신을 온전히 하나님께 맡기며 어떠한 상황에서도 하나님께 감사하고, “하나님 중심” 신앙을 지니고 있었다. 셋째, 철저한 기도와, 큰 이상과 포부를 가지고 미래를 내다보며 실행했다. 과거와 현재, 근대문명과 기독교 신앙의 조화를 추구하며 일제 강점기 조선에 대한 깊은 애정을 가지고 선교활동을 했다. 그는 선교활동 외에도 치료와 진료 등을 병행함으로써 자연스럽게 조선인들 사이에 신망과 신뢰를 얻고ㅡ 감리교 선교를 활성화시켰다.
위생상태가 불결하고 무지하였으며, 외국인을 괴물로 인식하던 조선인들을 무시하지 않고 현지인들의 편견과 무시, 모욕을 견뎌내며 꾸준히 선교활동을 하며 돈이나 비용부담을 요구하지 않고 헌신했던 것 역시 윤치호, 이상재 등을 비롯한 조선인 지식인부터 일반 민중들에 이르는 다양한 조선인들을 감동, 신뢰를 얻는 동인이 되었다.

## 참고 문헌
- 배화백년사
- 감리교 인물사전
- 종교자교교회사

## 같이 보기
- 배화여자고등학교
- 배화여자대학